# Стивън Боуен
Стивън Джерард Боуен (на английски: Stephen Gerard Bowen) e капитан от USN и астронавт на НАСА, участник в три космически полета. Вторият подводничар в космоса.

## Образование
Стивън Боуен завършва колеж в родния си град през 1982 г. През 1986 г. завършва Военноморската академия на САЩ в Анаполис, Мериленд с бакалавърска степен по електроинженерство. През 1993 г. става магистър по морско инженерство в Масачузетски технологичен институт, Кеймбридж, Масачузетс.

## Военна кариера
Стивън Боуен постъпва на служба в USAF през 1986 г. След преминаване на допълнителен курс става подводничар и е зачислен на атомната подводница USS Parche (SSN-683). След това служи последователно на USS Pogy (SSN-647) и USS Augusta (SSN-710). На втората атомна подводница е в качеството си на главен машинен инженер. След това плаване завършва курс за командир на атомна подводна лодка. От 1997 г. е на служба в Командването за специални операции на САЩ (на английски: United States Special Operations Command (USSOCOM)). През 1999 г. в продължение на девет месеца служи като инструктор по експлоатация на ядрените реактори в атомните подводни лодки. През май 2000 г. е назначен за първи помощник-капитан на новата атомна подводница Virginia (SSN-774).

## Служба в НАСА
Стивън Боуен е избран за астронавт от НАСА на 26 юли 2000 г., Астронавтска група №18. Взема участие в три космически полета. Има в актива си 7 космически разходки с обща продължителност 47 часа и 18 минути – осмо постижение към 2012 г.

## Полети
Стивън Боуен лети в космоса като член на екипажа на три мисии:
| Космически полети на Стивън Джерард Боуен                        | Космически полети на Стивън Джерард Боуен | Космически полети на Стивън Джерард Боуен | Космически полети на Стивън Джерард Боуен | Космически полети на Стивън Джерард Боуен | Космически полети на Стивън Джерард Боуен | Космически полети на Стивън Джерард Боуен |
| №                                                                | Дата                                      | КК                                        | Емблема на мисията                        | Функции                                   | Продължителност                           |                                           |
| ---------------------------------------------------------------- | ----------------------------------------- | ----------------------------------------- | ----------------------------------------- | ----------------------------------------- | ----------------------------------------- | ----------------------------------------- |
| 1                                                                | 14 ноември 2008                           | „Индевър“, мисия STS-126                  |                                           | Специалист на мисията                     | 15 денонощия 20 часа 30 мин. 34 сек.      |                                           |
| 2                                                                | 14 май 2010                               | „Атлантис“, мисия STS-132                 |                                           | Специалист на мисията                     | 11 денонощия 18 часа 29 мин. 09 сек.      |                                           |
| 3                                                                | 24 февруари 2011                          | „Дискавъри“, мисия STS-133                |                                           | Специалист на мисията                     | 12 денонощия 19 часа 04 мин. 50 сек.      |                                           |
| Сумарно време в космоса – 40 денонощия 10 часа 03 минути 33 сек. |                                           |                                           |                                           |                                           |                                           |                                           |

## Награди
- Медал за похвална служба;
- Медал за похвала на USN (3);
- Медал за постижения на USN (2).